# Gubben kommer
Gubben kommer är en svensk dramafilm  från 1939 i regi av Per Lindberg och med Victor Sjöström i huvudrollen. 

## Handling
"Gubben" är Charles-Henrik de Grévy som är försvunnen sedan 20 år, då han beskylldes för förskingring. Han hade även setts gräva på kyrkogården eftersom han var amatörgeolog, men detta misstolkades i bygden. Under filmen kommer det fram ledtrådar som visar att han är oskyldig till förskingringen. När "Gubben" plötsligt dyker upp igen avslöjas fler hemligheter.

## Om filmen
Filmen premiärvisades den 16 januari 1939 på biograferna China vid Berzelii park i Stockholm och Röda Kvarn i Uppsala. Som förlaga har man Gösta Gustaf-Jansons roman Gubben kommer från 1934. Inspelningen skedde i Filmstaden, Råsunda av Åke Dahlqvist. Filmen har visats vid ett flertal tillfällen i SVT.

## Rollista i urval

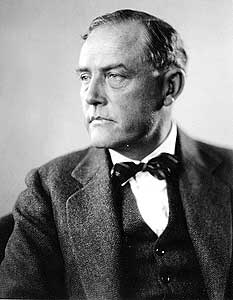
Victor Sjöström

- Victor Sjöström – Carl-Henrik de Grévy, kallad Gubben
- Tora Teje – Ragnhild Sneijder
- Elsa Burnett – Marianne, Ragnhilds dotter
- George Fant – Bengt Sneijder, Ragnhilds son
- Elsa Widborg – Louise Bohn, Gubbens syster
- Birgit Tengroth – Gunvor, Louises sällskapsdam
- Olof Molander – Georg Hempelmann, advokat
- Aino Taube – Dagny Hempelmann, hans hustru
- Willy Peters – Erik Hempelmann, deras son
- Aurore Palmgren – Ulrika, kokerska på Holinge
- Marianne Löfgren – Birgit, husa på Holinge
- Gun-Mari Kjellström – Maj, Birgits dotter
- Edvin Adolphson – Kalle Karlin, dräng
- Carl Ström – Engström, vän till Gubben
- Nils Jacobsson – taxichaufför som kör Marianne och Louise Bohn
- Eivor Landström – husa hos Hempelmanns

## Musik i filmen
- Toccata och fuga, orgel, BWV 565, d-moll, kompositör Johann Sebastian Bach, instrumental.
- L' Internationale (Internationalen), kompositör Pierre Degeyter fransk text 1871 Eugène Pottier, svensk text 1902 Henrik Menander, framförs på munspel av Edvin Adolphson
- Älvsborgsvisan (Ny Elfsborgsvisa/Den blomsterprydda gondolen gled) text August Wilhelm Thorsson, framförs på munspel av Edvin Adolphson
- Sonat, piano, nr 23, op. 57, f-moll (Appassionata), kompositör Ludwig van Beethoven, instrumental.
- Sonat, piano, nr 8, op. 13, c-moll, "Pathétique" , kompositör Ludwig van Beethoven, instrumental